# Condado de Searcy
O Condado de Searcy é um dos 75 condados do estado americano do Arkansas. A sede do condado é Marshall.
O condado possui uma área de 1 733 km² (dos quais 5 km² estão cobertos por água), uma população de 8 261 habitantes, e uma densidade populacional de 5 hab/km² (segundo o censo nacional de 2000).
O condado foi fundado em 13 de dezembro de 1838.